# ددلاک (بازی ویدئویی)
ددلاک یا بن‌بست (به انگلیسی: Deadlock) یک بازی ویدئویی مبتنی بر تیم در سبک تیراندازی سوم شخص و در حال توسعه است که توسط شرکت ولو برای ویندوز ساخته و منتشر خواهد شد. این بازی ترکیبی از ژانرهای تیراندازی و موبا است.
ددلاک از سال ۲۰۲۳ در مرحله تست بازی است و افرادی که در این مرحله به بازی دسترسی دارند می‌توانند با دعوت دوستان خود، آنها را هم به بازی دعوت کنند. این بازی در تاریخ اوت ۲۰۲۴ به بیش از ۱۰۰٬۰۰۰ بازیکن همزمان رسیده بود.از ماه مه ۲۰۲۴، اطلاعات این بازی مورد فاش (لیک) شدن قرار گرفت، و یک روزنامه‌نگار برای نوشتن پیش نمایشی برای وبسایت ورج از سرویس ساخت مسابقه محروم شد.شرکت ولو از این بازی رسماً در اوت ۲۰۲۴ رونمایی کرد.